# 诺埃波利
诺埃波利（義大利語：Noepoli），是意大利波坦察省的一个市镇。总面积30平方公里，人口1024人，人口密度34.1人/平方公里（2009年）。ISTAT代码为076055。